# Klodan
Klodan is een bestuurslaag in het regentschap Nganjuk van de provincie Oost-Java, Indonesië. Klodan telt 5783 inwoners (volkstelling 2010).